# Szwecja na Zimowych Igrzyskach Paraolimpijskich 2010
Reprezentacja Szwecji na Zimowe Igrzyska Paraolimpijskie 2010 liczyła 24 reprezentantów (3 w narciarstwie alpejskim, 3 w narciarstwie klasycznym, 13 w hokeju na lodzie na siedząco i 5 w curlingu).

## Medale
| Medal | Zawodnik                                                               | Sport              | Wydarzenie                        | Data     |
| ----- | ---------------------------------------------------------------------- | ------------------ | --------------------------------- | -------- |
|       | Jalle Jungnell Anette Wilhelm Glenn Ikonen Patrik Burman Patrik Kallin | Curling na wózkach | Turniej drużyn mieszanych         | 20 marca |
|       | Zebastian Modin                                                        | Biegi narciarskie  | Sprint mężczyzn - osoby niewidome | 21 marca |

| Medale według sportów | Medale według sportów | Medale według sportów | Medale według sportów | Medale według sportów |
| --------------------- | --------------------- | --------------------- | --------------------- | --------------------- |
| Sport                 | złoto                 | srebro                | brąz                  | suma                  |
| Curling na wózkach    | 0                     | 0                     | 1                     | 1                     |
| Biegi narciarskie     | 0                     | 0                     | 1                     | 1                     |
| W sumie               | 0                     | 0                     | 2                     | 2                     |

## Kadra

### Narciarstwo alpejskie
- Linnea Ottosson Eide
- Petter Ledin
- Simon Jacobsen

### Narciarstwo klasyczne
- Håkan Axelsson
- Zebastian Modin
- Stina Sellin

### Hokej na siedząco
- Turniej mężczyzn: Aron Andersson, Magnus Carlsson, Dedjo Engmark, Marcus Holm, Niklas Ingvarsson, Jens Kask, Per Kasperi, Albin Lindell, Rasmus Lundgren, Ulf Nilsson, Niklas Rakos, Dan Svensson, Anders Wistrand

### Curling na wózkach
- Turniej drużyn mieszanych: 
  - Jalle Jungnell, Anette Wilhelm, Glenn Ikonen, Patrik Burman, Patrik Kallin